# Tripura Tribal Areas Autonomous District Council
Tripura Tribal Areas Autonomous District Council abreujat TTAADC és una administració paral·lela en els termes de la constitució, establerta a dos terços de l'estat de Tripura per governar els afers de les ètnies locals i que actua als quatre districtes de Tripura.
La seu del consell és a Khumulwng, a 26 km de la capital de l'estat, Agartala.
La superfície del TTAADC és de 7132,56 km² que correspon al 68% de la superfície de tot l'estat (10.491 km²).
El consell té 30 membres dels quals 28 són elegits i 2 designats pel governador. Almenys 25 escons han de ser per tribals.
La població és d'uns 800.000 habitants, vers el 80% del total de tribals de l'estat que és al tomb de 1000.0000 
 (és a dir el 30% de la població de Tripura).
Aquest districte funciona per l'era Tripurabda, semblant a l'era de Bengala (Bengalabda) i que conta el temps des un període tradicional, diferent del cristià.
La proposta de llei de creació data del 1979 segons l'annex 7 de la constitució de l'Índia, i va entrar en vigor el 18 de gener de 1982. Fou elevada d'acord amb l'annex 6 de la constitució l'1 d'abril de 1985 accedint a rang constitucional.